# Saulny
Saulny é uma comuna francesa na região administrativa de Grande Leste, no departamento de Mosela. Estende-se por uma área de 9,79 km². Em 2010 a comuna tinha 1 506 habitantes (densidade: 153,8 hab./km²).